# هواپیمایی آزمار
هواپیمایی آزمار یک شرکت هواپیمایی کرایه در شهر سلیمانیه عراق می‌باشد.

## ناوگان
ناوگان هواپیمایی آزمار (تا ژانویه ۲۰۰۸) شامل هواپیماهای زیر بود:
- بوئینگ ۷۳۷-۲۰۰
- مک‌دانل داگلاس دی‌سی-۹